# Nuveen
Nuveen er en amerikansk formueforvaltningsvirksomhed og et datterselskab til TIAA. De har hovedkvarter i Chicago, Illinois. Deres aktiver under forvaltning har en værdi af 1,2 billioner USD (30. juni 2021).
Nuveen Investments blev etableret i 1898 som John Nuveen & Company af grundlæggeren John Nuveen, der etablerede en investeringsbank, der var specialiseret i kommune-obligationer.